# Lys-Saint-Georges
Lys-Saint-Georges é uma comuna francesa na região administrativa do Centro, no departamento Indre. Estende-se por uma área de 12,86 km². Em 2010 a comuna tinha 220 habitantes (densidade: 17,1 hab./km²).